# Charles Trotin
Charles Trotin (París, 23 de setembre de 1833- data de mort desconeguda) fou un gravador i medallista francès. Fill de Jean Aimé Trotin, que treballava al servei de la casa de l'emperador el 1864, i de Joséphine Demarcy.
El 1864 encara vivia amb els seus pares al 63 de la rue du Bac. Es va casar amb 30 anys el dimarts 31 de maig de 1864 amb Céline Claire Sauton, que llavors tenia 17 anys. ·  Va exposar al Salon des artistes français entre 1875 i 1883. El Museu Nacional d'Art de Catalunya conserva obra seva.

## Obres destacades
- Médaille Souvenir de mon ascension dans le grand ballon captif à vapeur de Mr Henri Giffard.
- Médaille Souvenir de mon ascension au sommet de la Tour Eiffeil. 1889. Les travaux ont commencé le 27 janvier 1887. Le monument a été terminé le 6 mai 1889 Invalides 165 m - Notre Dame 66 m - Cologne 159 m - Opéra 58 m - Grande pyramide 146 m - Panthéon 83 m - Saint-Pierre 132 m - Arc de triomphe 45 m - Rouen 150 m - Obélisque de Washington 169 m - Tour Eiffel 300 m. Cuivre, diamètre 42 mm.  Arxivat 2013-10-21 a Wayback Machine.
- Médaille Société des agriculteurs de France. Bronze, diamètre 55 mm.
- Médaille La mutuelle de l'ouest. Assurances mutuelles contre l'incendie. Le principe de la mutualité c'est la garantie de chacun par tout le monde au prix le plus abaissé. Association fondée à Rouen le 24 avril 1884. Bronze, octogonale, dimensions 36 x 36 mm.
- Médaille République française. Société d'émulation du département des Vosges, Épinal. Bronze, diamètre 51 mm.
- Médaille République française. Le messager patriote. Société colombophile de Melun. Diamètre 50 mm.
- Médaille République française. Société nationale de tir des communes de France. Bonze, diamètre 51 mm. [Enllaç no actiu]